# Pobačaj u Rusiji
Pobačaj u Rusiji obavlja se na zahtjev tijekom prvih dvanaest tjedana trudnoće, a u posebnim okolnostima i u kasnijim fazama. Godine 1920., Ruska Sovjetska Federativna Socijalistička Republika postala je prva zemlja na svijetu koja je dopustila pobačaj u svim okolnostima, ali tijekom 20. stoljeća, zakonitost pobačaja promijenila se više od jednom, a zabrana je ponovno donesena od 1936. do 1955. godine. Rusija je imala najveći broj pobačaja po ženi u svijetu prema podacima UN-a od 2010. godine. Što se tiče ukupnog broja, Kina je 2009. godine izvijestila da ima više od 13 milijuna pobačaja, na 1,3 milijardu stanovnika, u usporedbi s 1,2 milijuna pobačaja u Rusiji, na 143 milijuna stanovnika. Ipak, broj pobačaja pao je na dvostruko manje na 600,000, 2017. godine.
Pobačaj je bio zabranjen u Ruskom Carstvu. Tijekom cara Alekseja Romanova, kazna za pobačaj bila je smrt, koju je kasnije uklonio Petar Veliki. Pobačaj je i dalje tretiran kao ozbiljan zločin do 1917. godine. Kroz članke 1462. i 1463. Ruskog kaznenog zakona pojedinci "krivi za zločin mogu biti lišeni građanskih prava i prognani ili osuđeni na tešku radnu snagu." Unatoč svojoj nezakonitosti, postajala su "crna tržišta" pobačaja.
Tijekom 2000-ih godina, stalno smanjenje stanovništva Rusije, zbog nedovoljnoga broja porođaja i niske životne dobi postao je glavni izvor zabrinutosti. Ruski parlament je 21. listopada 2011. godine donio zakon koji ograničava pobačaj u prvih 12 tjedana trudnoće, uz iznimku do 22 tjedna ako je trudnoća bila posljedica silovanja, a iz medicinske se nužnosti može obaviti u bilo kojem trenutku tijekom trudnoće. Novi zakon također je obvezao razdoblje čekanja od dva do sedam dana prije nego što se pobačaj može obaviti, kako bi se žena omogućilo "preispitivanje svoje odluke". Pobačaj se može obavljati samo u licenciranim ustanovama (obično bolnicama ili ženskim klinikama) i s liječnicima koji imaju specijalističku obuku. Liječnik može odbiti pobačaj, osim iznimnih situacija. Novi zakon je strožiji od prethodnog, jer je prije bilo dopušteno ići na pobačaj na osnovi šire društveno-ekonomske osnove, dok su prema sadašnjem zakonu takvi pobačaji dopušteni samo ako postoje ozbiljni medicinski problemi majke ili fetusa ili u slučaju silovanja.
Pitanje pobačaja ponovno je steklo pozornost 2011. godine. Tadašnji predsjednik Dmitri Medvedev potpisao je nekoliko ograničenja pobačaja koja uključuju zahtijevanje od pružatelja pobačaja da 10% prihoda usmjere na edukaciju o opasnosti pobačaja za zdravlje žene i te se pobačaj ne smije smatrati sigurnim medicinskim postupkom. Medvedevova supruga Svetlana zauzima se za prava nerođene djece i sudjelovala je u nacionalnoj kampanji protiv pobačaja pod nazivom "Daj mi život!" i "Dan obitelji, ljubavi i vjernosti" njezine Zaklade za društvene i kulturne inicijative u suradnji s Ruskom pravoslavnom crkvom, koja se protivi pobačaju. 
Statistike pobačaja bile su državne tajne u Sovjetskom Savezu sve do kraja 1980.-ih. U tom razdoblju SSSR je imao jednu od najviših stopa pobačaja na svijetu. Dosegla je vrhunac 1965. godine kada je provedeno 5,5 milijuna pobačaja, što je najveći broj u povijesti Rusije. Danas ih ima oko 600,000 godišnje.